# Odontesthes bonariensis
El pejerrey, matungo o flecha plateada, (Odontesthes bonariensis) es una especie de pez óseo de la familia Atherinopsidae, propia del área meridional de la cuenca del Plata.

## Distribución y hábitat
Es una especie originaria de las aguas del sur de Brasil, norte y centro de Argentina y Uruguay.
Ha sido introducido en Bolivia, Chile y Perú, así como en el Lago de Nemi (Italia) en 1974, pero tal vez se extinguió en los últimos años como consecuencia de eventos de eutrofización con las floraciones de algas verde-azules. Fue introducido igualmente en el lago Titicaca y en muchos otros países en varios continentes.
Vive sobre todo en agua dulce o salobre en los extremos de los grandes ríos, lagunas y estuarios. Es de hábitos pelágicos.

## Descripción
Es un pez veloz, cuerpo fusiforme, ligeramente comprimido, presenta un color plateado con dos bandas más oscuras longitudinales, marcada curva ventral, cabeza fuerte, ósea en la parte superior, boca protráctil; dos aletas en el dorso (una primera pequeña con radios flexibles, la segunda más larga y radio flexible), aletas ventrales sin sierras ni espinas. Coloración plateada e iridaciones algo azulinas y franja brillante en el flanco. La cola tiene forma de horquilla. Vive sobre todo en cardúmenes.
De crecimiento rápido, es uno de los de mayor tamaño en etapa adulta; algunos ejemplares han alcanzado los 60 cm de largo y 20 cm de grosor, y 3 kg de peso, sin embargo, el tamaño medio es más pequeño, 40 cm a 800 gramos. Su alta tasa de reproducción y la calidad de su carne lo posicionan como una especie importante para cultivos intensivos y extensivos.

## Alimentación
Se alimenta de peces más pequeños que ellos, como el ispi también come algas y plantas marinas

## Reproducción
Se reproduce en épocas de calor, entre septiembre y octubre. Los ejemplares ya son sexualmente maduros al año de edad, y libera a esa edad 2000 huevos. Estos tienen filamentos adhesivos que están unidos a la vegetación acuática. Cada hembra pone decenas de miles de huevos (unos 40 000 ejemplares por cada kilogramo de peso).

## Usos

### Acuicultura
El presentar muy buena calidad de carne, ser resistente a las bajas temperaturas, y aceptar alimento artificial, hacen que esta especie sea adecuada para su producción en cautiverio. Se adapta exitosamente a embalses, tanques, y lagunas templadas. Prefiere sistemas lénticos templados con rangos de temperatura mínima entre 7 y 9 °C y máximos de 23 a 27 °C.
Se produce de forma extensiva y semiintensiva, difundiéndose en Japón, Francia, Italia e Israel. Se comercializa entero eviscerado y en filetes.

### Gastronomía
El consumo de este pez es importante dentro de la cultura gastronómica de las poblaciones circundantes a la cuenca lacustre del Lago Titicaca y las ciudades de Los Andes.

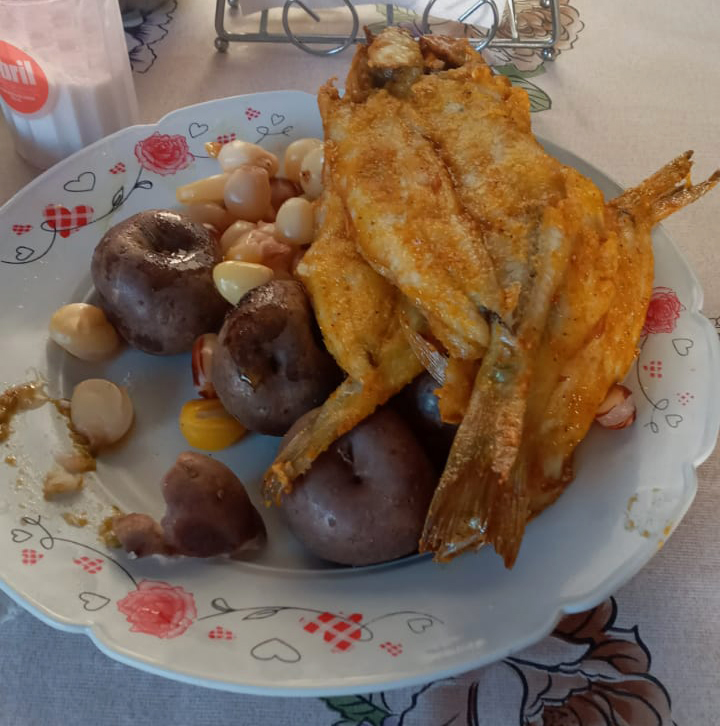
Plato de pejerrey frito, consumido en Bolivia